# جارغالانت (خوفسگول)
شهرستان جارغالانت (به زبان مغولی: Жаргалант  сум، [Žargalant sum]؛ ᠵᠢᠷᠭᠠᠯᠠᠩᠲᠤ ᠰᠤᠮᠤ، [jirɣalaŋtu sumu]) یک شهرستان (سُوم) در مغولستان است که در استان خوفسگول واقع شده‌است.

## تقسیمات اداری
شهرستان جارغالانت  متشکل از ۵ قصبه (باغ) می‌باشد، شامل:
- اورگیل(مغولی: Оргил баг، [Orgil bag]؛ ᠣᠷᠭᠢᠯ ᠪᠠᠭ، [orgil baɣ])
- چاغان‌بورغاس (مغولی: Цагаан бургас баг، [Cagaan ‌burgas bag]؛ ᠴᠠᠭᠠᠨ ᠪᠤᠷᠭᠠᠰᠤ ᠪᠠᠭ، [čaɣan burɣasu baɣ])
  - چِچوخ (مغولی: Цэцүүх баг، [Cecüüx bag]؛ ᠴᠡᠭᠴᠡᠦᠬᠦ ᠪᠠᠭ، [čegčeükü baɣ])
- خونجیل (مغولی: Хөнжил баг، [Xönžil bag]؛ ᠬᠥᠨᠵᠢᠯᠡ ᠪᠠᠭ، [könjile baɣ])
- قارغانه (مغولی: Харгана баг، [Xargana bag]؛ ᠬᠠᠷᠭᠠᠨ᠎ᠠ ᠪᠠᠭ، [qarɣan-a baɣ])